# Lubawiacy
Lubawiacy – grupa etnograficzna ludności polskiej zamieszkująca obszar ziemi lubawskiej. Zaliczana jest do grupy pomorskiej o wpływach kujawsko-mazurskich.
Lubawiacy są bardzo zbliżeni do Mazurów (bardziej od Dobrzyniaków), a ich narzecze jest mieszaniną mazowiecko-kujawską.